# Irène Esambo Diata
Irène Esambo Diata est une femme politique de république démocratique du Congo, né à Kinshasa le 30 septembre 1984. Elle est depuis septembre 2019 ministre déléguée chargée des Personnes vivant avec handicap.

## Carrière politique
En 2019, Irène Esambo est nommée ministre déléguée chargée des personnes vivant avec handicap par Félix Tshisekedi dans le premier gouvernement Ilunga. Elle assure les personnes vivant avec handicap que leurs préoccupations sont prises en compte par le gouvernement, qui veut lutter contre toute forme de marginalisation[source insuffisante][source détournée].
En 2024, Irène Esambo Diata est reconduite au poste de ministre déléguée près des Affaires Sociales, chargée des personnes vivant avec handicap au sein du gouvernement Suminwa.